# Gehyra xenopus
Gehyra xenopus är en ödleart som beskrevs av  Storr 1978. Gehyra xenopus ingår i släktet Gehyra och familjen geckoödlor. Inga underarter finns listade i Catalogue of Life.